# Utnapishtim
Utnapishtim eller Utanpisjtim var i mesopotamisk mytologi motsvarigheten till Noa i den judiska mytologin så som judar och kristna känner den genom Gamla Testamentet. Han förekommer i en relativt sen akkadisk version av Gilgamesheposet och motsvarar de äldre sumeriska versionernas Ziusudra, kung av Shuruppak.
Liksom Noa fick Utnapishtim anvisningar att bygga en båt och därefter order om fylla den med säd från alla levande varelser. Efter den stora översvämningen stötte han på torra land. Till skillnad från Noa blir Utnapishtim sedan odödlig och i senare berättelser möter han hjälten Gilgamesh under dennes sökande efter odödlighet.
Gilgamesheposets skildring av en världsomfattande översvämning brukar räknas som en av de som är mest lik den som beskrivs i Gamla Testamentet.